# I Cavalieri del Re vol. 2
I Cavalieri del Re vol. 2 è una raccolta del gruppo I Cavalieri del Re, pubblicato nel 2016 dalla 3F.
Ideale prosecuzione de I Cavalieri del Re del 1983, raccoglie le sigle incise dal gruppo fino a quel momento e non presenti in quella raccolta.
Tutti i testi e gli arrangiamenti sono curati da Riccardo Zara.

## Tracce
Lato A
1. Kimba
2. Lo specchio magico
3. Ugo il re del judo
4. Nino il mio amico ninja
5. Coccinella

Lato B
1. Devilman
2. Ransie la strega
3. Gigi la trottola
4. I predatori del tempo
5. Il fichissimo del baseball